# Кечуа
Кечуа (на кечуа: Qhichwa runa) е индиански народ, населяващ Южна Америка (Перу, Боливия, Еквадор, Аржентина, Колумбия и Чили) и наследник на културните традиции на държавата на инките Тауантинсуйю. Числеността им през XXI век е оценена на около 13 – 16 милиона души. Говорят на различни диалекти на езика кечуа.

## История
Кечуа образуват важна част от селскостопанския скелет на цивилизацията в Андите още от началото на XV век. След покоряването им от инките, изискванията за обществен труд не притесняват особено традиционния начин на живот на кечуа. Испанската колонизация от XVI век, обаче, драстично променя обществото на кечуа. Испанците изискват кечуа да произвеждат непознати култури, вместо традиционните. За разлика от инките, испанците не предоставят никакво възнаграждение за семейството по време на насилствения труд. Освен това, концентрират кечуа в по-големи селища, отколкото са свикнали. До края на испанското владичество през XIX век повечето кечуа са толкова променени, че остават слуги в големи хасиенди или имения.

## Начин на живот
Към началото на XXI век кечуа водят изолиран живот като земеделци във високите части на Андите. Религията им е смесица от католицизъм и традиционни вярвания. Занимават се със занаяти, произвеждащи тъкани и дрехи за лична употреба и продажба. Поради липсата на строга антропологическа идентичност между народа кечуа и говорещите езика кечуа, броят на кечуа към началото на XIX век е оценен на между 13 и 16 милиона. Кечуа са субект на много биологични и медицински изследвания, целящи изучаването на физиологичната адаптация на хората към живот на големи надморски височини.

## Галерия
- Момиче от град Куско позира с алпака
- Хилария Супа, перуански политик и активист за човешките права
- Кечуа жена с лами
- Кечуа жена с деца